# Ходаковський Олександр Сергійович
Ходаковський Олександр Сергійович (нар. 18 грудня 1972, Сніжне, Донецька область, Українська РСР, СРСР) — український колаборант з Росією, колишній працівник СБУ, проросійський політичний та військовий діяч, один із лідерів та голова «служби безпеки» (до 19 липня 2014) терористичного угруповання ДНР, міністр державної безпеки ДНР (16 травня—16 липня 2014), секретар Ради безпеки ДНР (13 листопада 2014—13 березня 2015), керівник так званих «Патріотичних сил Донбасу», колишній командир спецпідрозділу СБУ «Альфа» в Донецькій області. Учасник блокади Маріуполя на боці російських терористів.

## Життєпис
Народився 18 грудня 1972 в місті Сніжне, Донецька область. До 2014 працював в СБУ.
Брав участь в Антимайдані. В травні 2014 створив і очолив терористичне збройне формування так званої «ДНР» — батальйон «Восток» (позивний - Скиф). Декілька спланованих Ходаковським операцій, в яких брав участь батальйон (штурм Донецького аеропорту 26 травня, штурм КПП «Маринівка» 5 червня), виявились невдалими, через що був підданий критиці з боку «міністра оборони» «ДНР» Ігоря Стрєлкова. 
У липні 2014 увійшов до створеної Стрєлковим «Військової ради».
9 липня, після розколу в батальйоні «Восток» втратив значну частину бойовиків, які перейшли під командування Гіркіна, і з частиною вірних людей був змушений перевести місце базування батальйону до Макіївки. 19 липня залишив посаду «міністра безпеки» «ДНР».
Ходаковський заявив, що він підтримує єдність України, але лише проросійської, і не підпорядковується ватажкам ДНР. Пізніше він записав відеозвернення, в якому звинуватив блогерів у вириванні слів із контексту, але не відмовився від тверджень щодо єдності.
23 липня 2015 року звільнений з посту секретаря «Ради безпеки ДНР» указом лідера ДНР Олександра Захарченка, причому за повідомленням ЗМІ указ було датовано 15 березня 2015 року. У ЗМІ звільнення Ходаковського пов'язують із намаганням керівництва ДНР позбавити впливу на процеси на Донбасі олігарха Ріната Ахметова, креатурою якого є Ходаковський. Після свого звільнення Ходаковський оприлюднив заяву про те, що його можуть фізично знищити.
Ходаковський неодноразово звинувачувався бойовиками так званої ДНР у «підривній діяльності на користь України».
30 березня 2023 року згідно указу Президента РФ був призначений заступником начальника Головного управління Росгвардії по ДНР.

## Санкції
За свою  сепаратистську діяльність із забезпечення безпеки так званого «уряду Донецької Народної Республіки», активну участь у підтримці сепаратистських дій чи політики Ходаковський Олександр включений до списку підсанкційних осіб.
18 червня 2021 року доданий до списку підсанкційних осіб України.